# Lomsjön (Sandseryds socken, Småland)
Lomsjön är en sjö i Jönköpings kommun i Småland och ingår i Motala ströms huvudavrinningsområde. Sjön har en area på 0,0666 kvadratkilometer och ligger 220 meter över havet. Sjön avvattnas av vattendraget Dunkehallaån.

## Delavrinningsområde
Lomsjön ingår i det delavrinningsområde (640463-139432) som SMHI kallar för Ovan None. Medelhöjden är 232 meter över havet och ytan är 18,27 kvadratkilometer. Det finns inga delavrinningsområden uppströms utan avrinningsområdet är högsta punkten. Dunkehallaån som avvattnar avrinningsområdet har biflödesordning 2, vilket innebär att vattnet flödar genom totalt 2 vattendrag innan det når havet efter 221 kilometer. Delavrinningsområdet består mestadels av skog (50 procent) och sankmarker (37 procent). Avrinningsområdet har 0,32 kvadratkilometer vattenytor vilket ger avrinningsområdet en sjöprocent på 1,8 procent.